# Ощепково (Тюменская область)
Ощепково — село в Абатском районе Тюменской области России. Административный центр Ощепковского сельского поселения.

## История
В «Списке населенных мест Российской империи» 1871 года издания (по сведениям 1868—1869 годов) населённый пункт упомянут как казённая деревня Ощепкова Ишимского округа Тобольской губернии, при реке Ишим, расположенная в 105 верстах от окружного центра города Ишим. В деревне насчитывалось 73 двора и проживало 344 человека (164 мужчины и 180 женщин).
В 1926 году в деревне имелось 143 хозяйства и проживало 665 человек (307 мужчин и 358 женщин). В административном отношении Ощепкова входила в состав Спиринского сельсовета Абатского района Ишимского округа Уральской области.

## География
Село находится в юго-восточной части Тюменской области, в лесостепной зоне, в пределах Ишимской равнины, на левом берегу реки Ишим, на расстоянии примерно 24 километров (по прямой) к северо-востоку от села Абатское, административного центра района. Абсолютная высота — 68 метров над уровнем моря.

### Часовой пояс
Ощепково, как и вся Тюменская область, находится в часовой зоне МСК+2. Смещение применяемого времени относительно UTC составляет +5:00.

## Население
| 1989 | 2002 | 2010 |
| ---- | ---- | ---- |
| 996  | ↘827 | ↘676 |

Гендерный состав
По данным Всероссийской переписи населения 2010 года в гендерной структуре населения мужчины составляли 46,3 %, женщины — соответственно 53,7 %.
Национальный состав
Согласно результатам переписи 2002 года, в национальной структуре населения русские составляли 93 % из 827 чел.

## Инфраструктура
В селе функционируют средняя общеобразовательная школа, детский сад, дом культуры, библиотека, врачебная амбулатория и отделение Почты России.

## Улицы
Уличная сеть села состоит из 14 улиц и 5 переулков.